# Oberaufseß

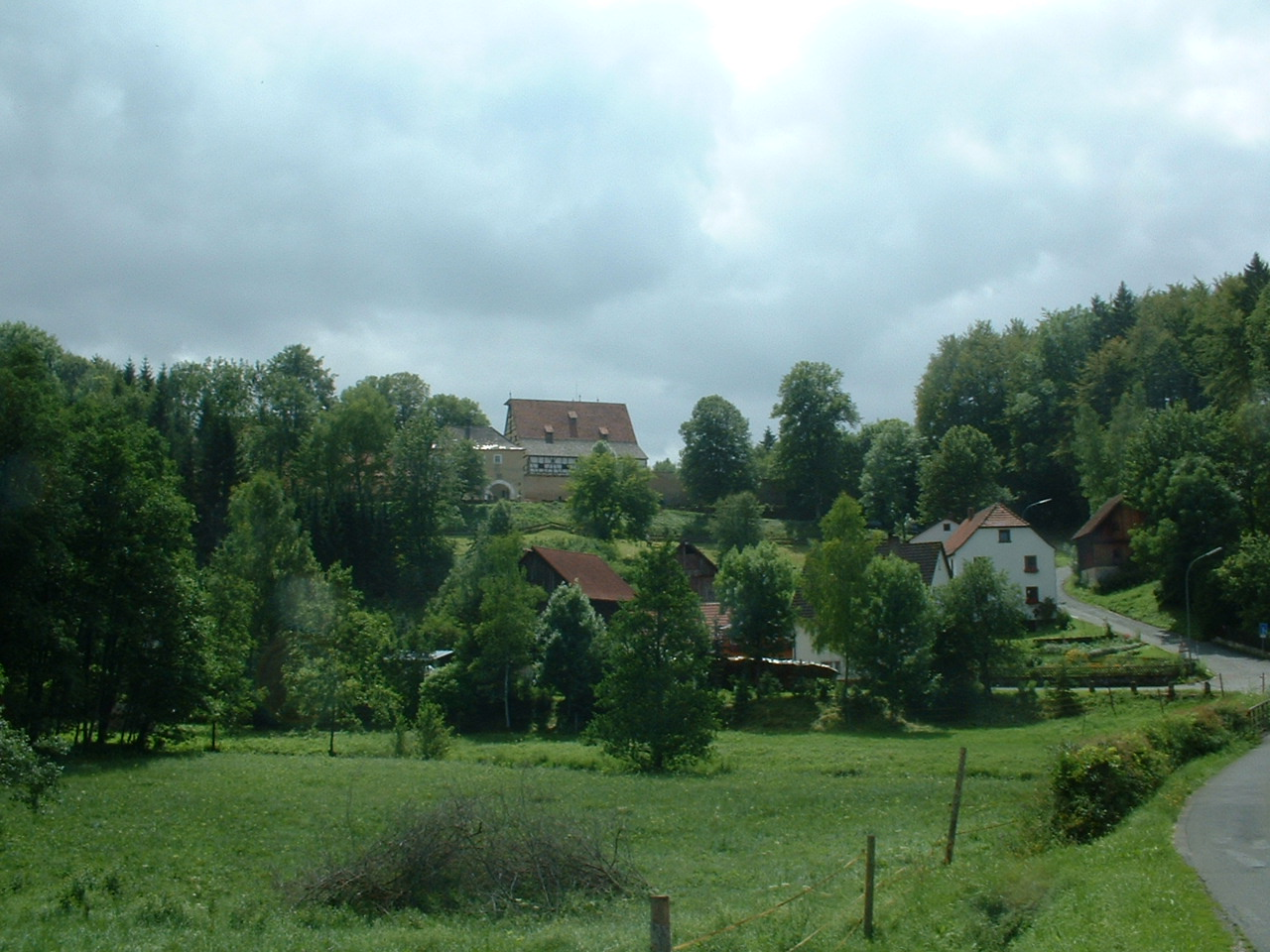
Oberaufseß

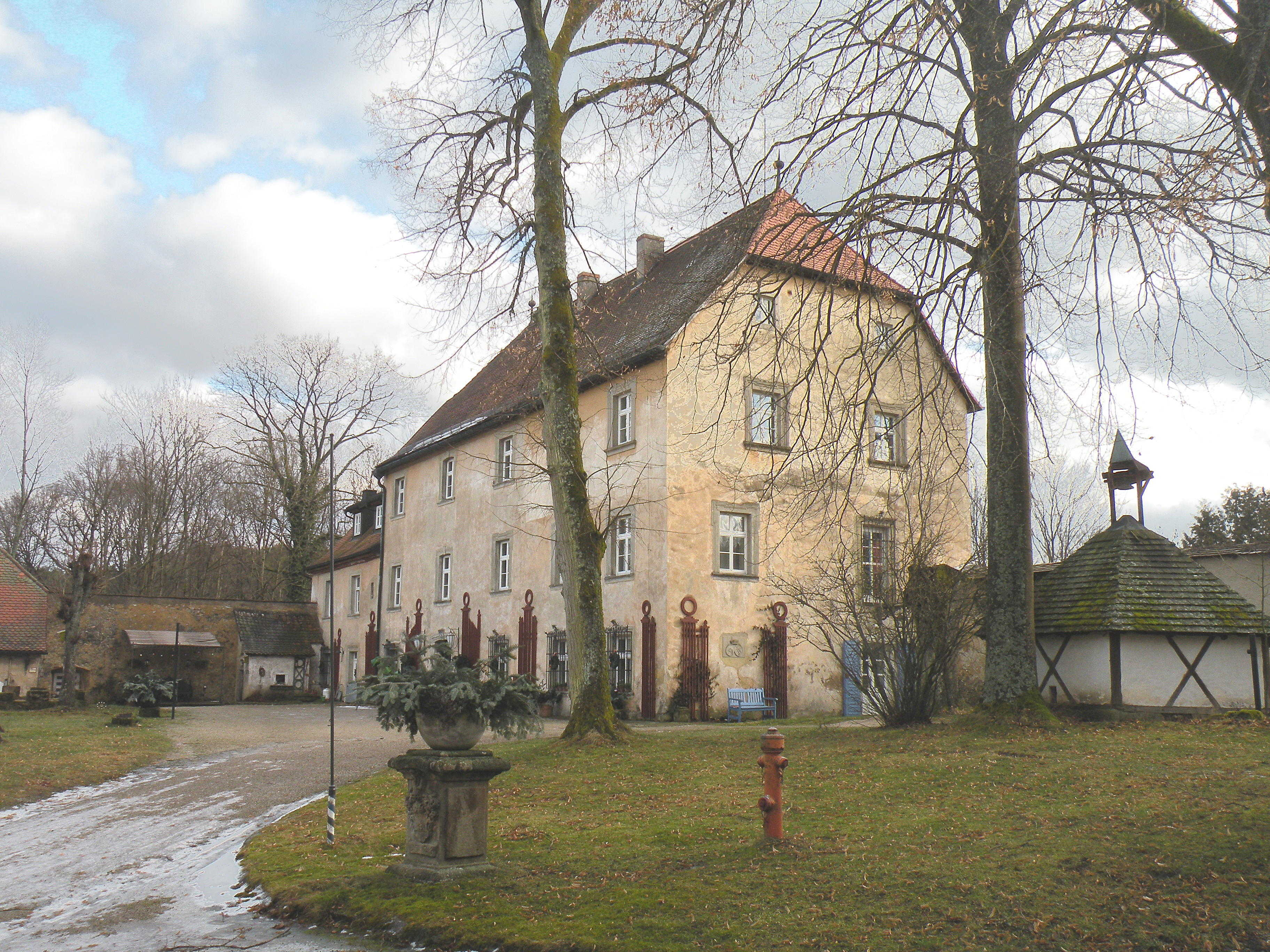
„Schloss“ Oberaufseß

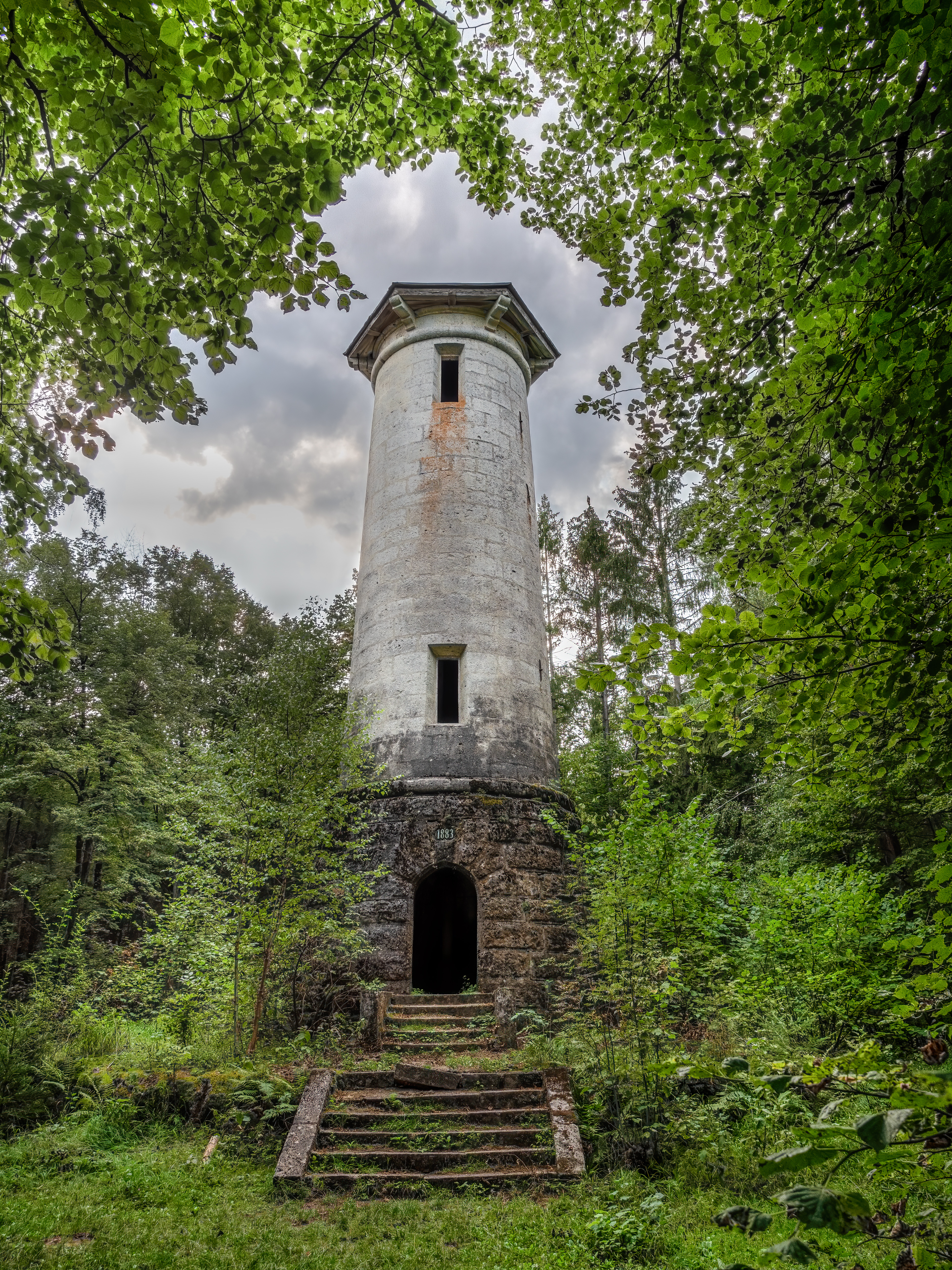
Hugoturm

Oberaufseß (oberfränkisch: Oba-Aufsees)  ist ein Gemeindeteil der Gemeinde Aufseß im Landkreis Bayreuth (Oberfranken, Bayern). Heckenhof liegt in der Gemarkung Aufseß.

## Geografie
Der Ort besteht aus der Burg Oberaufseß und einem aus fünf Wohngebäuden bestehenden Weiler. Beide liegen am westlichen Rand des Aufseßtals. Eine Gemeindeverbindungsstraße führt zur Staatsstraße 2189 (0,1 km nordöstlich) bzw. nach Aufseß (0,9 km südlich). Auf dem Weg nach Aufseß befinden sich eine Linde, die als Naturdenkmal ausgezeichnet ist, und das Geotop und Naturdenkmal Schloßparkhöhle.

## Geschichte
Der Name Oberaufseß wurde erstmals in einer Urkunde aus dem Jahr 1326 erwähnt. Dabei bezieht sich der Name jedoch nicht auf eine Burg, sondern nur auf das Gebiet, das vom Bamberger Bischof Heinrich an Otto von Aufseß zu Lehen aufgetragen wurde. 1472 gehörten zu „Obernaufses“ drei Höfe, vier Sölden und eine Mühle. Im 18. Jahrhundert galt Oberaufseß als großes, reichsritterschaftliches Dorf im Kanton Gebirg. Das Hochgericht stand dem bambergischen Amt Hollfeld zu.
Mit dem Gemeindeedikt wurde Oberaufseß dem 1808 gebildeten Steuerdistrikt Aufseß und der Ruralgemeinde Aufseß zugewiesen.

### Baudenkmäler
- Burg Oberaufseß, ein aus dem Jahr 1690 stammender, um 1780 umgebauter dreigeschossiger Halbwalmdachbau.
- Rund 500 Meter westlich der Burg liegt der Hugoturm, zu dem eine Lindenallee führt. Der von Hugo von Aufseß erbaute Rundturm mit einst überdachter hölzerner Aussichtsplattform stammt aus den 1880er Jahren.[11]

### Einwohnerentwicklung
| Jahr      | 001819 | 001861 | 001871 | 001885 | 001900 | 001925 | 001950 | 001961 | 001970 | 001987 |
| Einwohner | *      | *      | *      | *      | *      | 11     | 58     | 21     | 20     | 19     |
| Häuser    |        |        |        | *      | *      | 2      | 6      | 6      |        | 5      |
| Quelle    | [ 13 ] | [ 14 ] | [ 15 ] | [ 16 ] | [ 17 ] | [ 18 ] | [ 19 ] | [ 20 ] | [ 21 ] | [ 1 ]  |

## Religion
Oberaufseß ist seit der Reformation gemischt konfessionell. Die Protestanten sind nach Aufseß gepfarrt, die Katholiken gehörten zur Kuratie St. Matthäus (Neuhaus).